# Солнечный (платформа)
Со́лнечный (бел. Сонечны) — железнодорожный остановочный пункт Минского отделения Белорусской железной дороги на линии Минск — Орша. Расположен в 1,3 километрах севернее от деревни Погост Оршанского района Витебской области, между остановочными пунктами Дятлово и Ломачино на перегоне Коханово — Орша-Центральная.

## История
Остановочный пункт был построен и введён в эксплуатацию в 1960-е годы на железнодорожной магистрали Москва — Минск — Брест. В 1981 году остановочный пункт был электрифицирован переменным током (~25 кВ) в составе участка Борисов — Орша-Центральная.

## Инфраструктура
Через остановочный пункт проходят два магистральных пути. Станция представляет собою две боковые платформы прямой формы, имеющие длину по 205 метров каждая. Пересечение железнодорожных путей осуществляется по трём наземным пешеходным переходам, оснащёнными предупреждающими плакатами. Пассажирский павильон расположен на платформе в направлении Орши, билетные кассы на остановочном пункте отсутствуют. В прошлом на остановочном пункте располагался пост электрической централизации (ЭЦ).

## Пассажирское сообщение
Ежедневно через остановочный пункт проходят и останавливаются электропоезда региональных линий эконом-класса (пригородные электрички), следующие до станций расположенных в Минске: Минск-Пассажирский, Минск-Восточный, о.п. Институт культуры (5-6 рейсов в день). До станции Орша-Центральная отправляются 5 рейсов электропоездов в сутки. Интервал между отправлениями составляет от 2-х до 4-х часов, время в пути до Орши составляет 19 минут, до станции Минск-Пассажирский — в среднем 3 часа 35 минут.